# Anders Althin
Anders Olof Althin, född 2 april 1944 i Lund, är en svensk entreprenör. Han är son till Carl-Axel Althin och bror till Peter Althin.
Anders Althin blev filosofie kandidat vid Lunds universitet 1969 och var 1975–84 verkställande direktör och koncernchef i Gambro. År 1985 startade han det medicintekniska företaget Althin Medical, vilket blev ett stort globalt företag verksamt i alla världsdelar. År 2000 sålde han detta företag för att 2001 starta investmentbolaget ESALP Invest AB med i dag fyra verksamhetsområden, fastighetsförvaltning, småhusproduktion, försäkringsförmedling och medicinteknik. År 1986 bildade han Anders Althins Stiftelse till minne av Carl-Axel Althins arkeologiska forskning.
Anders Althin är idag styrelseordförande i medicinteknikbolaget Alteco Medical.
Han gifte sig 1969 med sjukgymnasten Pia Ståhl Althin (född 1944).

## Utmärkelser, ledamotskap m.m.
- Ledamot av Vetenskapssocieteten i Lund (LVSL, 1983)